# Hamburg Cup 1997
Der Hamburg Cup 1997 im Badminton fand vom 5. bis zum 7. September 1997 in Hamburg statt.

## Resultate
| Disziplin    | Sieger                       | Finalist                      | Ergebnis    |
| ------------ | ---------------------------- | ----------------------------- | ----------- |
| Herreneinzel | Kenneth Jonassen             | Søren B. Nielsen              | 15–7, 15–6  |
| Dameneinzel  | Katja Michalowsky            | Heike Schönharting            | 11–5, 11–4  |
| Herrendoppel | Dharma Gunawi Yoseph Phoa    | James Anderson Ian Sullivan   | 15–9, 15–8  |
| Damendoppel  | Sandra Beißel Nicole Grether | Karen Stechmann Kerstin Ubben | 15–13, 15–6 |
| Mixed        |                              |                               |             |